# Zusamaltheim
Zusamaltheim là một xã nằm ở huyện Dillingen, thuộc bang Bayern của Đức.

## Thị trưởng
Stephan Lutz, được bầu làm thị trưởng vào tháng 3 năm 2020. 